# Phagocata woodworthi
Phagocata woodworthi är en plattmaskart som beskrevs av Libbie Henrietta Hyman 1937. Phagocata woodworthi ingår i släktet Phagocata och familjen Planariidae. Inga underarter finns listade i Catalogue of Life.